# Acorigone
Acorigone Wunderlich, 2008 è un genere di ragni appartenente alla famiglia Linyphiidae.

## Distribuzione
Le due specie oggi note di questo genere sono state rinvenute nelle isole Azzorre.

## Tassonomia
A maggio 2011, si compone di due specie:
- Acorigone acoreensis (Wunderlich, 1992) — isole Azzorre
- Acorigone zebraneus Wunderlich, 2008[3] — isole Azzorre